# 中村 (熊本県宇土郡)
中村（なかむら）は、熊本県の中部に位置していた村。

## 地理
- 海洋：八代海

## 歴史
- 1889年4月1日 - 旧来の中村、前越村が合併して発足。
- 1899年4月1日 - 郡浦村と合併し、改めて郡浦村となる。